# Софиевский сельский совет (Новониколаевский район)
Софиевский сельский совет (укр. Софіївська сільська рада) — входит в состав
Новониколаевского района
Запорожской области
Украины.
Административный центр сельского совета находится в 
с. Софиевка.

## История
- 1943 — дата образования.

## Населённые пункты совета
- с. Софиевка
- с. Горлицкое
- с. Каменка
- с. Каменоватое
- с. Николай-Поле
- с. Новогригоровка
- с. Садовое